# Patrick Friday Eze
Patrick Friday Eze (* 22. Dezember 1992 in Kaduna) ist ein nigerianischer Fußballspieler.

## Karriere
Eze wurde Anfang 2013 von serbischen Scouts entdeckt, die ihn zu einem Wechsel von Africa Sports National zu FK Rad Belgrad bewegen konnten. Nach nur zwei Einsätzen wechselte er innerhalb der Liga zu FK Napredak Kruševac. Auch hier absolvierte Eze lediglich drei Spiele, woraufhin er zur Saison 2014/15 zum Erstligaaufsteiger FK Mladost Lučani wechselte und mit 15 Toren Torschützenkönig der Liga wurde.
Sein Vertrag wurde trotz des Erfolges nicht verlängert, sodass Eze von Al-Fujairah SC aus Jordanien verpflichtet wurde. Zur Saison 2016/17 wurde er leihweise zum saudi-arabischen Fußballverein Al Qadisiyah FC transferiert und konnte in 24 Meisterschaftsspielen 14 Tore erzielen.
Im August 2017 verpflichtete ihn der türkische Erstligist und Europa-League-Teilnehmer Konyaspor für drei Jahre. Um Spielpraxis zu sammeln, wurde er für die Rückrunde der Saison 2017/18 an Denizlispor ausgeliehen.
Nach seiner Rückkehr wurde der Vertrag vorzeitig aufgelöst und Eze war bis zum Februar 2019 ohne neuen Verein, ehe ihn der damalige polnische Zweitligist Raków Częstochowa aufnahm. Hier schaffte er am Ende der Saison den Aufstieg in die Ekstraklasa. Doch schon acht Monate später wechselte er weiter zu Al-Ramtha SC nach Jordanien.
Ab dem 10. August 2020 stand er beim albanischen Vizemeister FK Kukësi unter Vertrag.
Im Juli 2021 wechselte er nach Katar zum Al-Ahli SC, sein Vertrag dort wurde aber bereits im Januar 2022 aufgelöst. Nach längerer Zeit ohne Verein schloss er sich im September 2022 dem türkischen Zweitligisten Ankara Keçiörengücü an. Im nächsten Jahr war er zurück in Serbien bei Mladost Lučani.

## Erfolge
Mit FK Mladost Lučani:
- Torschützenkönig der Super Liga: 2014/15

Raków Częstochowa:
- Meister der 1. Liga und Aufstieg in die Ekstraklasa: 2018/19